# The Real Thing (альбом Ванессы Уильямс)
The Real Thing — восьмой студийный альбом певицы Ванессы Уильямс, вышел в свет 2 июня 2009 года. Включает в себя синглы «Breathless», «Just Friends» и радио хит «The Real Thing».

## Синглы
- «Breathless» — была выпущена первым синглом 24 февраля 2009 года, Ванесса заявила что это её любимая песня с альбома.
- «Just Friends» — была выпущена в качестве второго сингла с альбома 19 мая 2009 года. Сингл поднялся до 6 строчке в чарте Billboard Smooth Jazz Songs
- «Close to You» — был выпущен 11 августа 2009 года.
- «The Real Thing» — был выпущен окончательным синглом с альбома в Великобритании 28 сентября 2009 года, он был написан совместно со Стивом Уандером в виде танцевального ремикса.[1]

## Список композиций
1. «Breathless»
2. «Hello Like Before»
3. «Loving You»
4. «Just Friends»
5. «The Real Thing»
6. «Lazy Afternoon»
7. «Close to You»
8. «I Fell In»
9. «October Sky»
10. «Come On Strong»
11. «If There Were No Song»